# Otoshi buta

Otoshi buta (落し蓋)  désigne un type de couvercle typique des ustensiles de cuisine japonais. Ronds et surmontés d'une poignée longue et rectangulaire, ces couvercles sont utilisés lorsque l'on désire faire mijoter les aliments.
Contrairement aux couvercles occidentaux qui reposent sur les bords du récipient, ils reposent directement sur la nourriture à cuire. Ils préservent la répartition uniforme de la chaleur et réduisent l'ébullition à grosses bulles des liquides, ce qui préserve les aliments qui mijotent et qui se délitent donc moins.
Ils sont quasiment toujours fait en bois, et doivent être trempés dans l'eau pendant quelques minutes avant utilisation pour éviter qu'ils absorbent les odeurs du plat qui pourraient se transmettre lors d'une future utilisation. Après utilisation, ils sont lavés et séchés.